# Torres Monsó

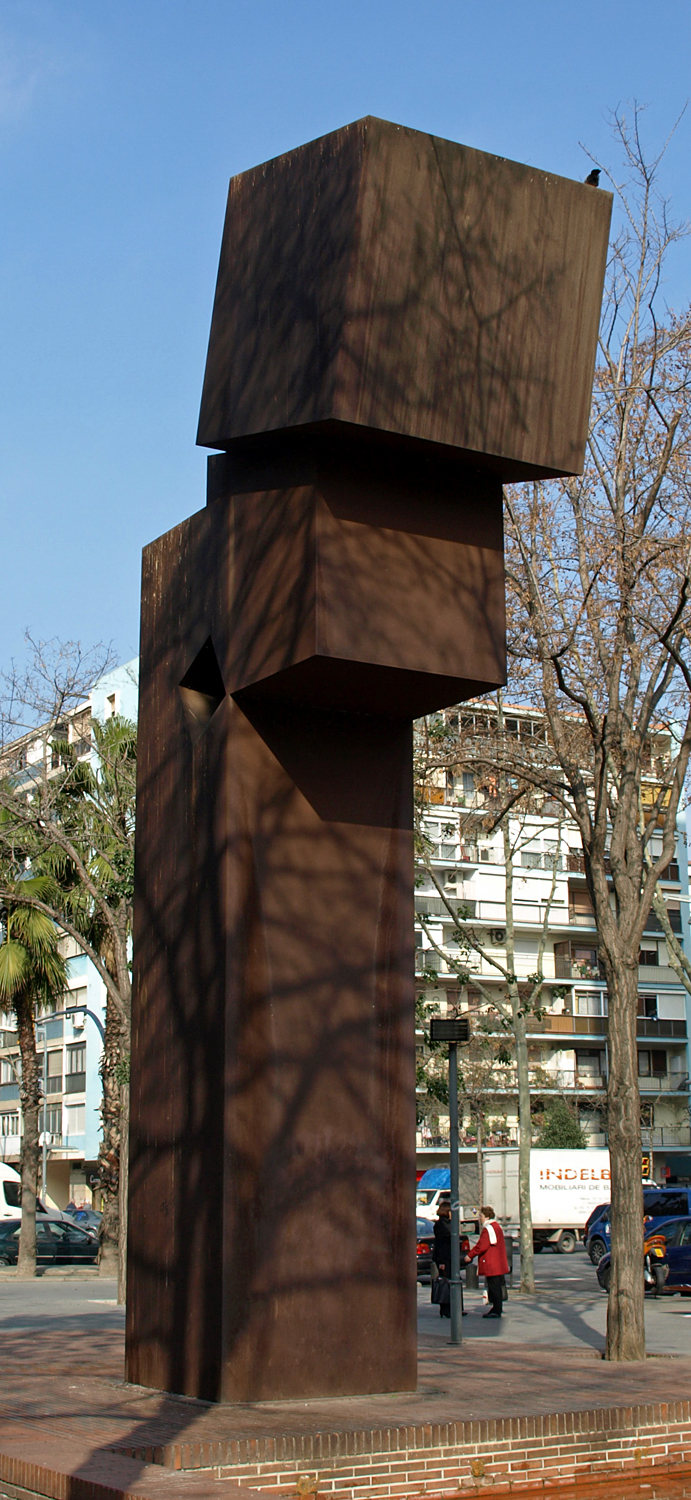
El Llarg Viatge (1992)

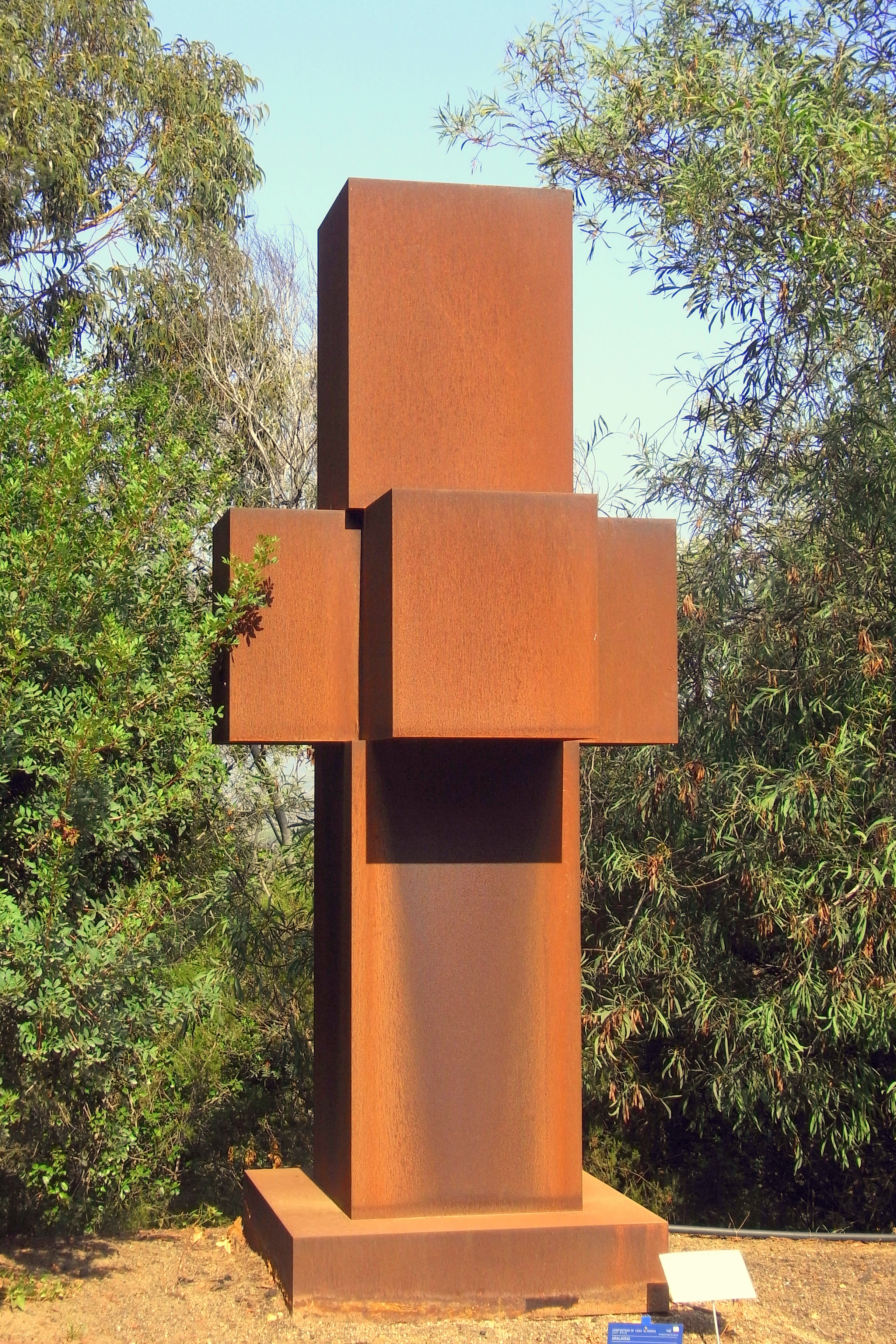
Homenatge al Dr. Trueta (2006)

Torres Monsó, Paco Torres Monsó of Francesc Torres Monsó (Gerona, 1922) is een Spaanse beeldhouwer.

## Leven en werk
Torres Monsó werd geboren in de Catalaanse provinciehoofdstad Gerona, waar hij tot 1947 onderricht kreeg bij Joan Orihuel aan de Escola de Belles Arts de Girona. Aansluitend studeerde hij beeldhouwkunst bij Eric Monjo en Josep Clarà aan de Escola Superior de Belles Arts de Sant Jordi in Barcelona. Zijn eerste werken werden beïnvloed door Clarà en Aristide Maillol. In 1950 was hij, met onder anderen Josep Maria Subirachs en Martí Sabé, medeoprichter van de kunstenaarsgroepering Postectura. Zijn stijl werd gekenmerkt door het expressionisme. Met de leden van Postectura nam hij van 1954 tot 1957 deel aan de Saló d'Octobre in Barcelona.
In 1954 kreeg Torres Monsó een beurs van het Institut Francès in Barcelona voor een verblijf in Parijs, waar hij het werk van Julio González leerde kennen. Hij won een eerste prijs voor beeldhouwkunst met zijn werk Maternitat tijdens de Biënnale van Alexandrië. In het begin van de zestiger jaren werd zijn werk abstracter. Veel werken van Torres Monsó zijn te vinden in de openbare ruimte van zijn geboorte- en woonplaats Gerona.
In 1991 kreeg hij de prestigieuze prijs, de Premio Cruz de San Jorge, van de autonome provincie Catalonië.

## Werken (selectie)
- Foques (1950), Plaça del Marquès de Camps in Gerona
- El Picapedrer (1956), Carrer Santa Eugènia in Gerona
- A Carles Rahola (1959), Rambla de la Llibertat in Gerona
- Maternitat (1963), Plaça del Vī in Gerona
- Reliëf Dues figures i un escut (1966), Gran Via de Jaume I in Gerona
- Dues falses columnes (1968), Carrer Migdia in Gerona
- La Mamaroca (1960/68), Carrer Santa Eugènia in Gerona
- Wandreliëf Jaume I (1972), Gran Via de Jaume I in Gerona
- A,B,C,Q (1980), Plaça de l'Hospital in Gerona
- Llapis (1981), Carrer de Reglà in Gerona
- El Llarg Viatge (1992), Rambla de Prim/Rambla de Guizpúzcua in Barcelona - geplaatst ter gelegenheid van de Olympische Zomerspelen 1992[2]
- S.O.S. (1998), beeldenpark Parc Art in Cassà de la Selva
- Olivo (2005), Avenida de Felipe II in Madrid[3]
- Homenatge al Dr. Trueta (2006), Beeldenpark Jardins de Cap Roig in Palafrugell